# ویلی ایخورن
ویلی ایخورن (آلمانی: Willi Eichhorn؛ ۲۳ اوت ۱۹۰۸ – ۲۵ مهٔ ۱۹۹۴) قایقران روئینگ اهل آلمان بود.
وی در مسابقات کشوری و بین‌المللی در مجموع برندهٔ ۱ مدال طلا شده‌است.